# Oud Gerechtsgebouw (Kortrijk)
Het oud gerechtsgebouw van Kortrijk is een neoclassicistisch gebouw aan de Burgemeester Nolfstraat in de Belgische stad Kortrijk.

## Situering
Het gebouw is naast de Burgemeester Nolfstraat omgeven door drie andere straten, de Edmond De Praterestraat, de Peter Benoitstraat en de Hendrik Beyaertstraat. 

## Geschiedenis

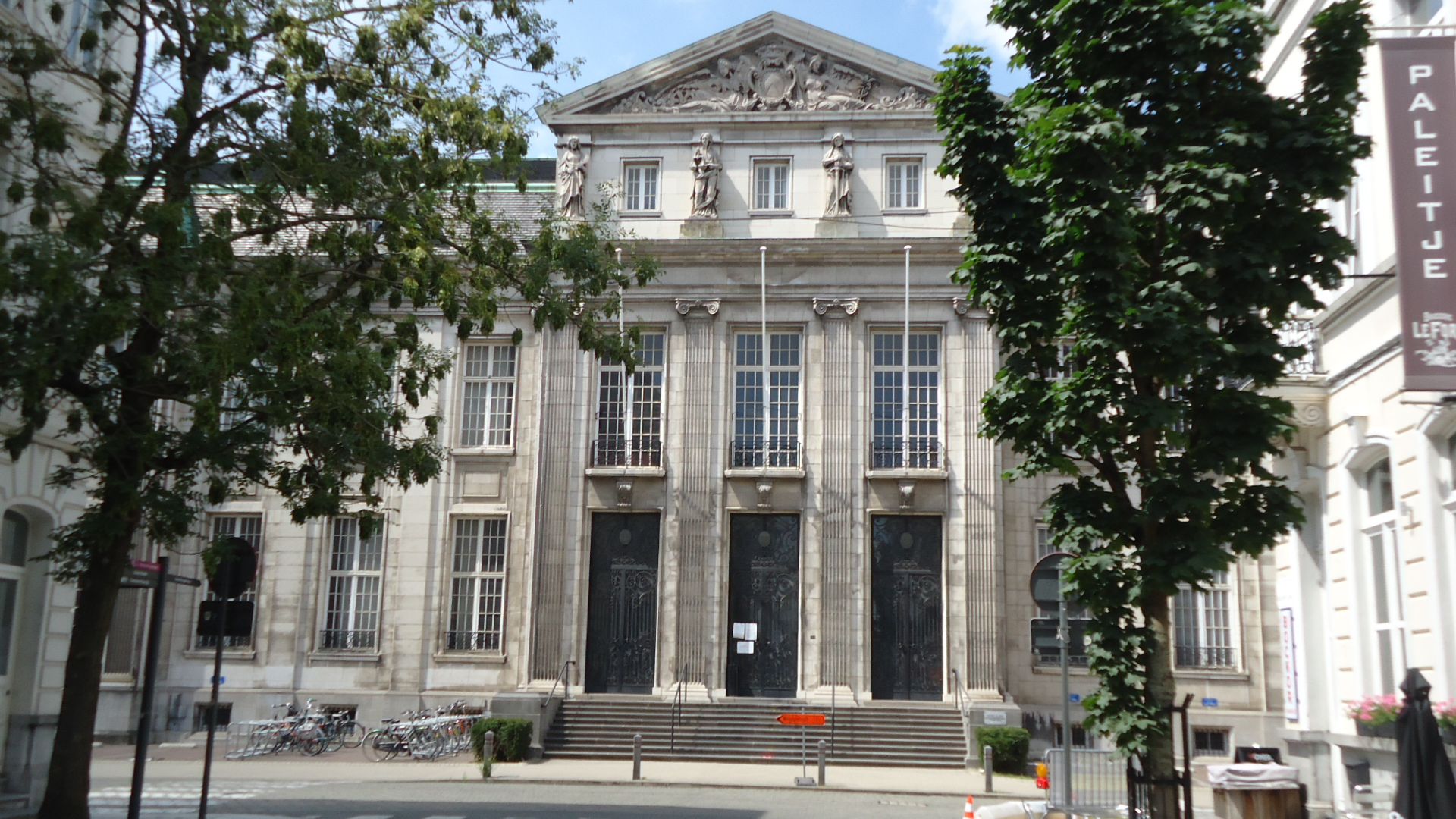
Voorkant Oud Gerechtshof

Het Oud Gerechtshof is gebouwd in 1958 volgens het ontwerp van ingenieur-architect J. Verbeke en architect E. De Schrijver in samenwerking met beeldhouwers A. Courtens en A. Dewispelaere ter vervanging van het justitiepaleis van 1875. Op woensdag 21 december 1938 werd het gebouw geteisterd door een brand. In 1946 brandde het volledig af kort na het einde van de Tweede Wereldoorlog.

## Bouwstijl
Het gebouw is in neoclassicistische stijl, onder meer herkenbaar aan de pilasters en het fronton. Men probeert terug te keren naar de klassieke voorbeelden van de oude Grieken en de Romeinen. Aan de bovenkant van de dakvensters en vensters bevinden zich sierlijke krullen. Het Oud Gerechtshof is vastgesteld als bouwkundig erfgoed.

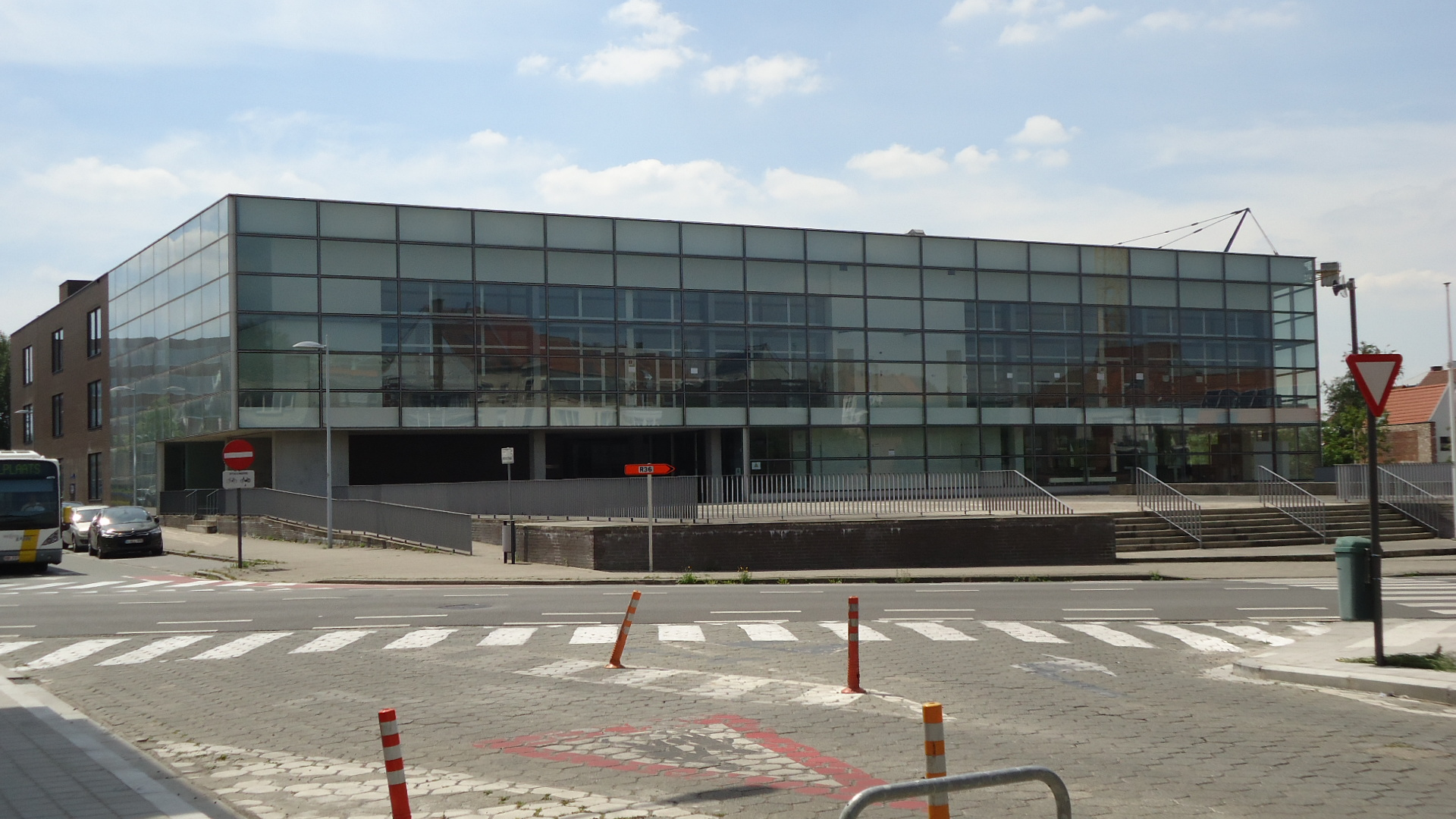
Het nieuwe gerechtsgebouw

## Huidig
In het oude gerechtsgebouw gaan nog processen door van eerste aanleg. Het parket van de procureur des Konings is er gevestigd. Het vredegerecht zit in het nieuwe gerechtsgebouw in de Beheersstraat. Tegenover het nieuwe gerechtsgebouw bevindt zich het Justitiehuis, waar mensen terecht kunnen voor juridisch advies en dader- en slachtofferhulp.
In 2016 verscheen er een krantenartikel, die de abominabele toestand van het Oud Gerechtshof aankaartte. Het zou een van de meest onveilige gebouwen bij justitie zijn. Er werd al tien jaar over gesproken om de functies uit het oude gerechtsgebouw te huisvesten in een nieuw gebouw achter het nieuwe gerechtsgebouw in de Beheersstraat.

## Fotogalerij

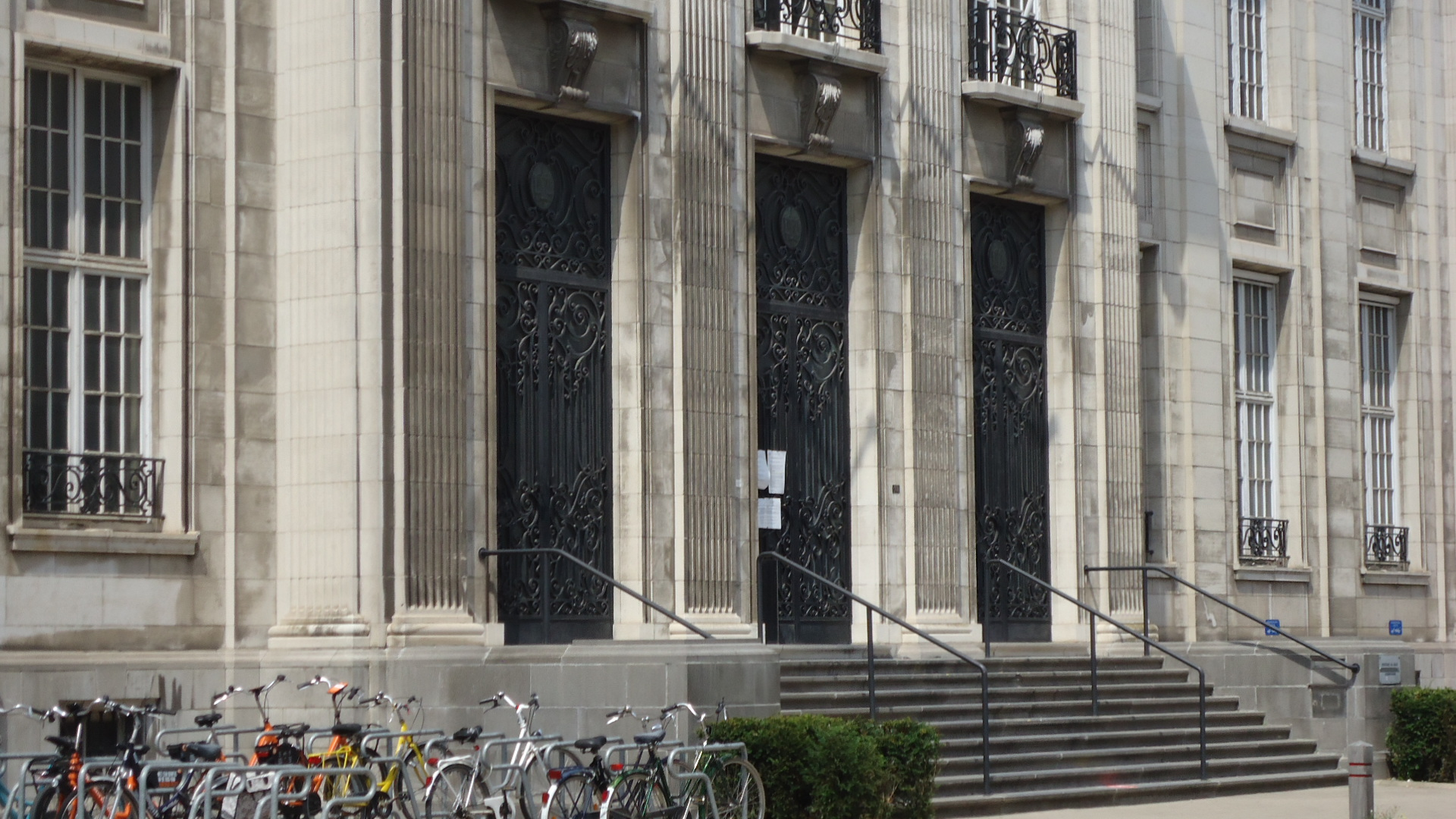
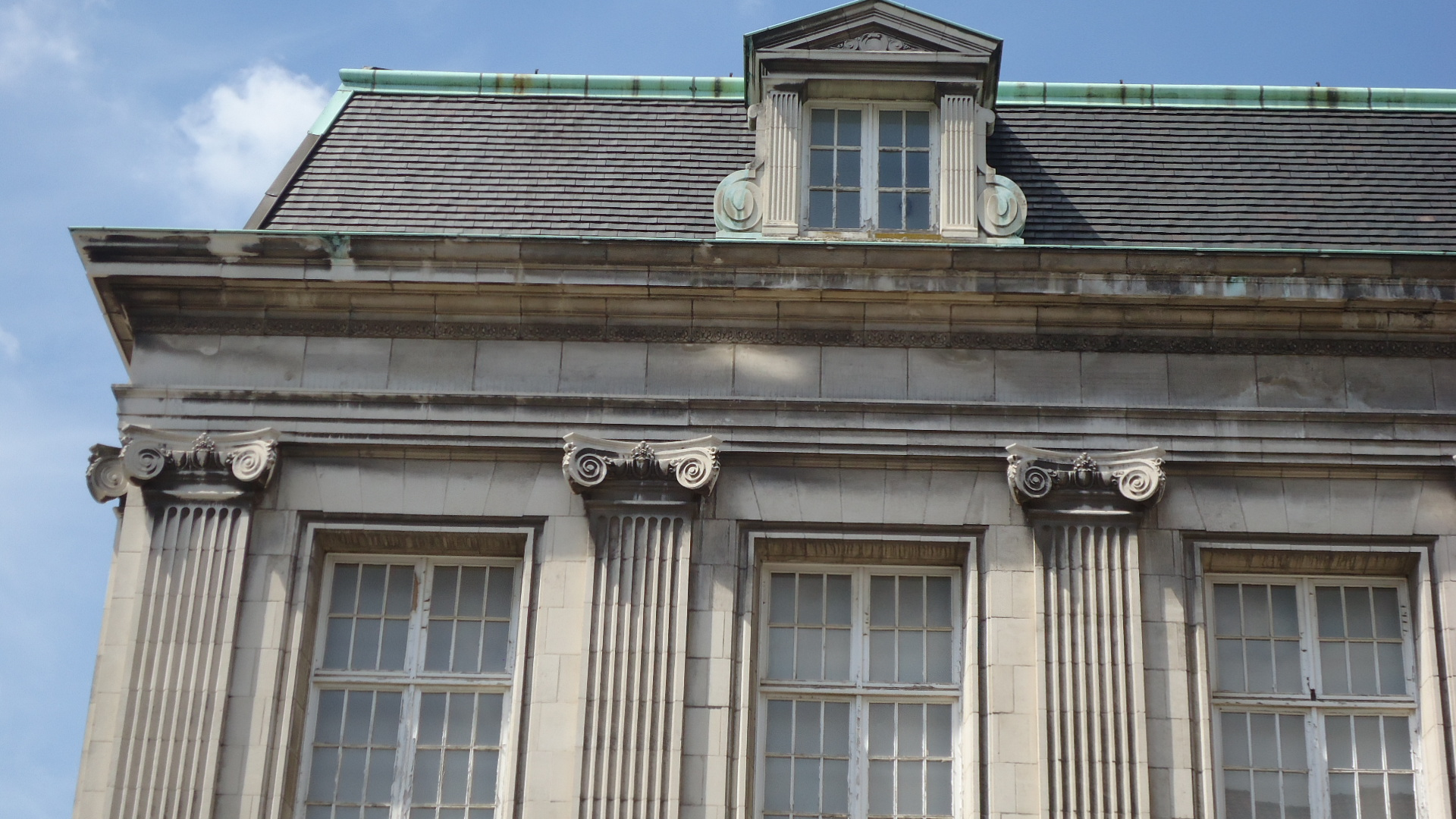
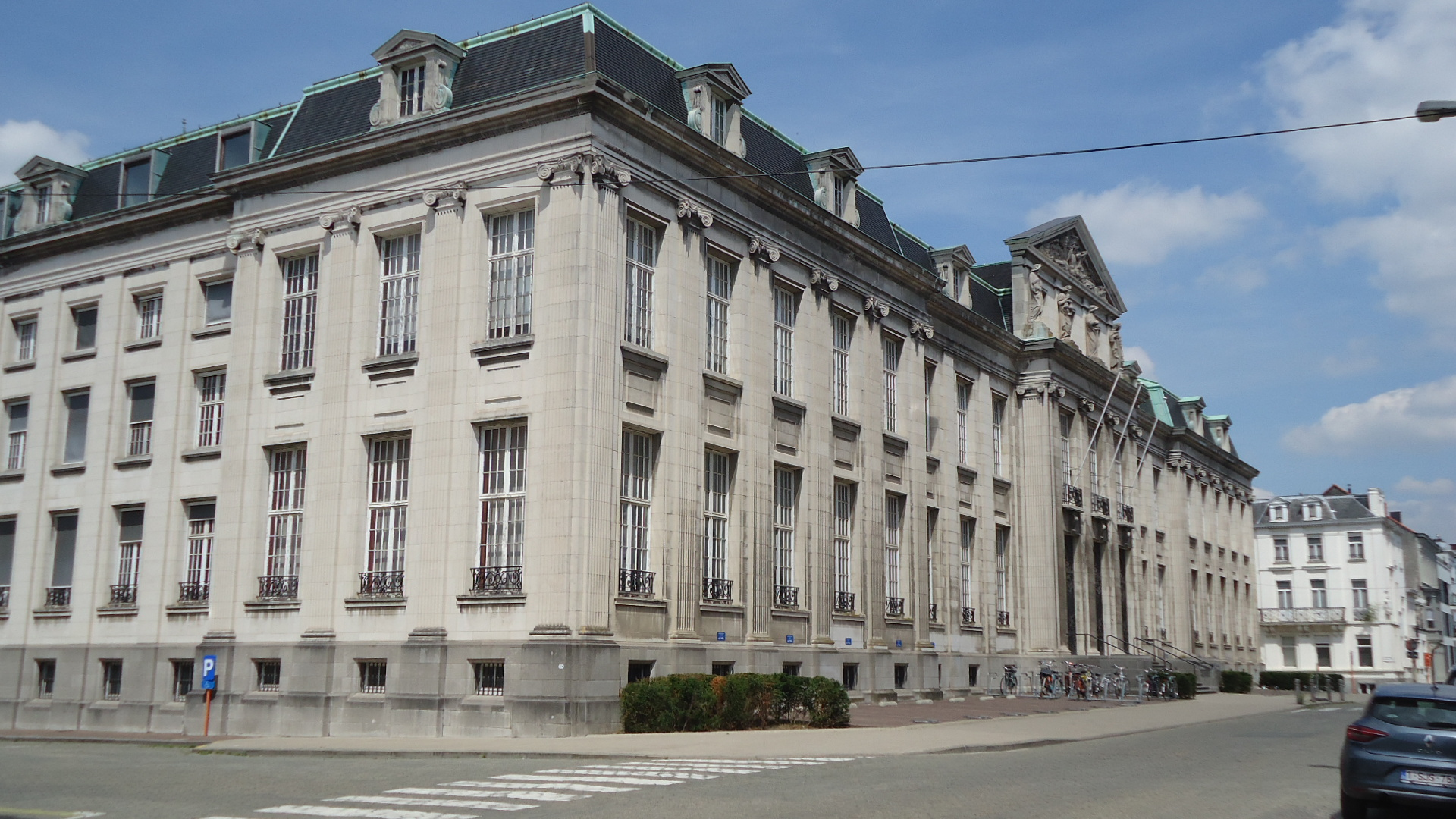
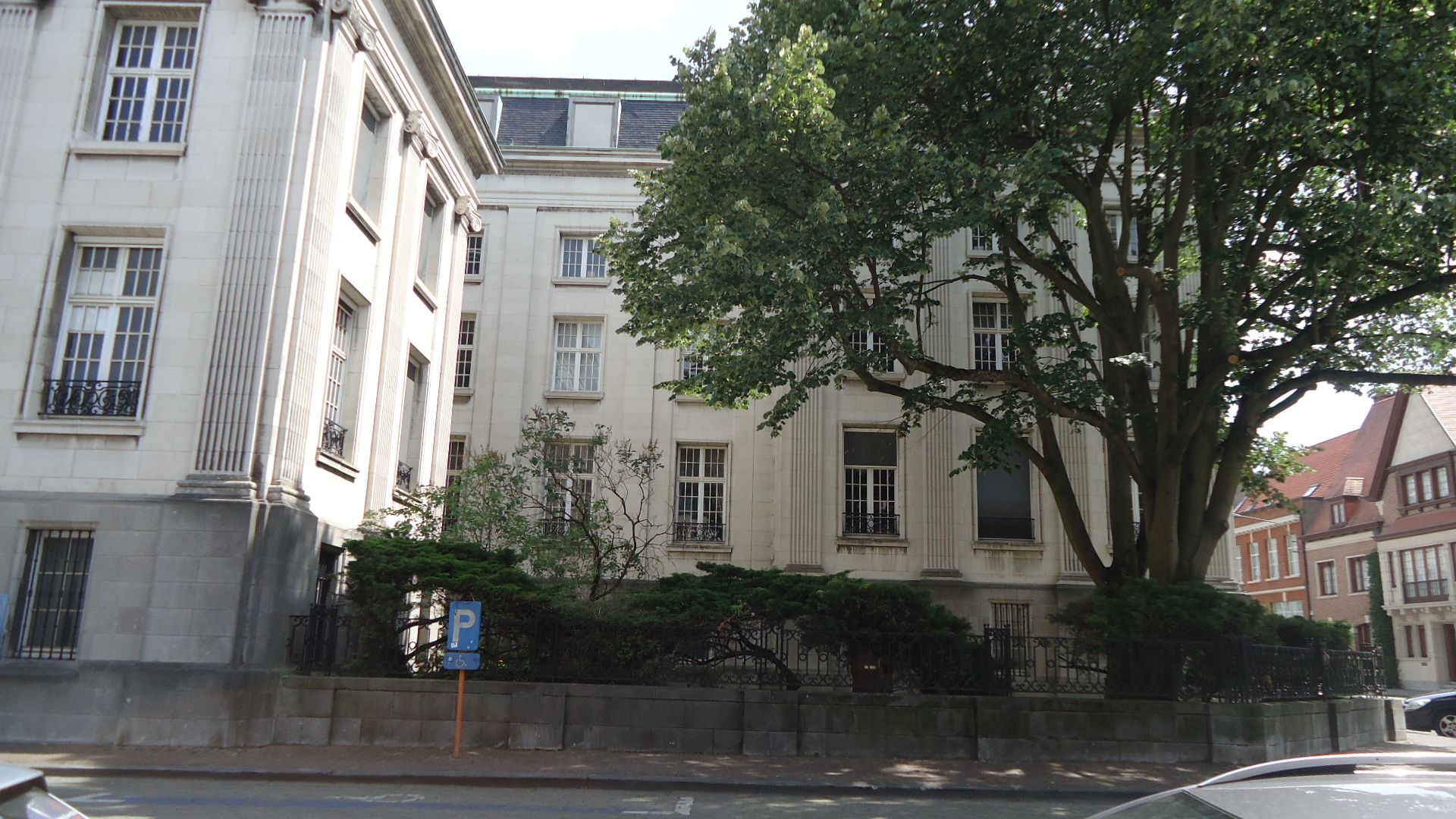